# Amerikaanse presidentsverkiezingen

Zegel van de president

Amerikaanse presidentsverkiezingen worden elke vier jaar gehouden en vinden plaats volgens de Grondwet van de Verenigde Staten (Artikel 2 Sectie 1; zie tevens het 12e, 22e en 23e amendement).
Amerikaanse presidenten worden door het kiescollege gekozen. Die leden worden op hun beurt in de diverse staten door het volk gekozen. Het volk kiest echter geen individuele leden van het kiescollege, maar geeft een keuze aan voor een bepaald presidentieel team.
Election Day, de dag waarop de laatstgenoemde verkiezingen worden gehouden, vindt plaats elke vier jaar op de dinsdag ná de 1e maandag in de maand november. In de regel is het zo dat de kandidaat die de meeste stemmen in een bepaalde staat verkrijgt, alle kiesmannen van die staat achter zich krijgt. De kandidaat met de meerderheid van stemmen in het kiescollege (waar de werkelijke verkiezing plaatsvindt) wordt president-elect.
Vóór de verkiezingen van 1804 werden er twee stemmen uitgebracht door elk lid van het kiescollege. De kandidaat met de meeste stemmen werd president terwijl de daaropvolgende kandidaat vicepresident werd. Het was dus zeer wel mogelijk dat de president en vicepresident niet tot dezelfde partij behoorden. Het 12e amendement op de grondwet maakte hieraan een einde en in het vervolg werden aparte stemmen uitgebracht voor president en vicepresident. De presidentskandidaat en zijn running mate (de vicepresidentskandidaat) die voor een bepaalde partij deelnemen aan de verkiezingen worden wel een ticket genoemd.
Wanneer geen van de kandidaten een meerderheid in het kiescollege verwerft, neemt het Huis van Afgevaardigden de beslissing door tussen de hoogst geklasseerde kandidaten te kiezen.
Sinds de verkiezingen van 1856 gaat de strijd feitelijk tussen de kandidaten van de twee belangrijkste partijen: de Republikeinse Partij en de Democratische Partij. Sedert de jaren 60 van de twintigste eeuw spelen de televisiedebatten daarin een cruciale rol.
Bijzonder zwaar bevochten verkiezingen waren die van 1800, 1824, 1876, 2000, 2016, 2020 en 2024.

## Televisiedebatten
Na een mislukte poging tijdens de verkiezingscampagne van 1956 waren de debatten tijdens de campagne van 1960 tussen Richard Nixon en John F. Kennedy de eerste wereldwijd befaamde verkiezingsdebatten op tv. Het was een eenmalige serie van 4 debatten, georganiseerd door enkele televisienetwerken. Pas tijdens de campagne van 1976 tussen Jimmy Carter en Gerald Ford werd opnieuw een debat georganiseerd, ditmaal gesponsord door de League of Women Voters, die ook de debatten tijdens de campagne van 1980 (Jimmy Carter, Ronald Reagan en de campagne van 1984 (Ronald Reagan, Walter Mondale) steunde. In de aanloop naar de campagne van 1988 (George H.W. Bush, Michael Dukakis) trok de League zich echter terug uit de debatten, uit ongenoegen over de eisen van de twee belangrijkste kandidaten, die onderlinge afspraken maakten en onafhankelijke kandidaten uitsloten. Alle presidentiële debatten sinds 1988 werden gesponsord door de Commission on Presidential Debates, een exclusieve tweepartijenorganisatie. Vooral om die reden hebben onafhankelijke kandidaten sedertdien weinig kans, met uitzondering misschien van Ross Perot, die in de campagne van 1992 tegen George H.W. Bush en Bill Clinton met thema's als "een overheidsbudget in evenwicht" en "directe elektronische democratie" uiteindelijk 19 procent van de stemmen haalde, waardoor hij de meest succesvolle onafhankelijke kandidaat bij de presidentsverkiezingen sinds 1912 was.